# Michael Ballack
Michael Ballack, poznat pod nadimcima Mihi i Balle (Görlitz, 26. rujna 1976.), bio je jedan od najplaćenijih i najpopularnijih njemačkih nogometaša. 
Igrač je bio sredine terena, sposoban pritom igrati i na drugim pozicijama - pogotovo se ističe u obrani.
Rođen je 26. rujna 1976. u gradiću Görlitz, na krajnjem istoku Njemačke, u pokrajini Saskoj. Visok je 1,89 m, težak 80 kg. Jedan je od Fifinih 100 najboljih živućih igrača.

## Nogometna karijera
Michael Ballack je sa sedam godina počeo trenirati u klubu BSG Motor Fritz Heckert iz Chemnitza, koji se tada zvao Karl-Marx-Stadt. Nakon tri godine, 1986., odlazi u FC Karl-Marx-Stadt (danas Chemnitzer FC), gdje će igrati do 1997., nakon čega odlazi u prvi veći klub - FC Kaiserslautern. 1999. prelazi u FC Bayer Leverkusen, gdje igra 79 utakmica i postiže 27 golova. Tu ostaje do 2002., kada na četiri godine prelazi u Bayern München, gdje će postati ne samo sportska, već i medijska zvijezda. U minhenskom klubu je odigrao ukupno 107 utakmica i postigao 44 gola. U sezoni 2006/2007 igra u Engleskoj, u klubu Chelsea F.C.
Prvi profesionalni gol dao je 1. listopada 1996. u utakmici između Chemnitza i Dinama iz Dresdena. Taj gol riješio je pobjednika susreta. Debi u Bundesligi dogodio se 19. rujna 1997., a u dresu Njemačke će zaigrati 28. travnja 1999. protiv Škotske. Prvi gol u dresu njemačke reprezentacije dao je iz slobodnog udarca protiv Grčke, u susretu 28. ožujka 2001. Dosad je odigrao 70 utakmica u dresu reprezentacije i postigao 31 gol. Njegov dres nosi broj 13.
Često mu se pridodaje epitet igrača utakmice. Prepričavaju se njegovi golovi u posljednjim minutama utakmice kao i njegova "dupla pakiranja" (Doppelpack u žargonu sportskih komentatora i novinara u Njemačkoj) - dvostruki pogodci na utakmicama. Također, 2006. na SP u Nemačkoj bio je dvaput proglašavan za igrača utakmice - Man of the match.

## Najveći uspjesi u karijeri
Michael Ballack je u Njemačkoj tri puta osvajao kup, četiri puta prvenstvo. Triput je proglašavan za najboljeg njemačkog nogometaša. Soccer Digest ga je 2002. proglasio za najboljeg nogometaša na svijetu. Bio je i kapetan njemačke reprezentacije. U Bundesligi je odigrao ukupno 232 utakmice, a strijelac je bio 75 puta.
- 2006.: treće mjesto na SP u Njemačkoj, prvak Njemačke s Bayern München;

- 2005.: nogometaš godine u Njemačkoj, prvak Njemačke s Bayern München, dobitnik nagrade Bambi u konkurenciji njemačkog sportaše godine, nominacija za Fifinog nogometaša godine;

- 2004.: prvak Njemačke s Bayern München;

- 2003.: nogometaš godine u Njemačkoj;

- 2002.: nogometaš godine u Njemačkoj, najbolji europski igrač sredine terena (UEFA), doprvak svijeta (SP 2002.), finalist Lige prvaka s Bayerom iz Leverkusena, doprvak Njemačke s Bayerom iz Leverkusena;

## Osobno
Ballack je vrlo bitna medijska ličnost u Njemačkoj - centralna je figura Adidasovih reklamnih kampanja. U kampanji uoči SP u Nemačkoj, nazvanoj +10, nastupao je zajedno s Davidom Beckhamom, Zinedinom Zidanom i dr. Partner je i njemačkog McDonald'sa, a kampanje je radio i za Njemačku željeznicu (Deutsche Bahn), Sony Playstation i Njemački telekom (Deutsche Telekom). 
Moto poznatog nogometaša glasi: Nemoj sve tako ozbiljno shvaćati!
Specifičan je i Ballackov odnos prema navijačima. On svoje obožavatelje vrlo poštuje i, iako ne izlazi mnogo u javnost, uvijek nalazi načina da im se zahvali. O njima Ballack kaže: Fanovi su mi veoma važni jer su potvrda uspjeha. Oni su nagrada za uloženi rad. Radujem se zbog svakog fana kojeg imam.
Ballack 13 je naziv Ballackove kolekcije koja se prodaje putem Interneta i Ballackovog sajta. Radi se o odjevnim predmetima sa znakom Ballack 13 - stiliziranim tako da predstavlja moment radosti nakon postignutog gola. Izdvojeno Ball (na njemačkom "lopta") i Ballackova poza koja predstavlja slovo "A" čine vizualni identitet poznatog nogometaša. 2005. Adidas i Ballack su prezentirali jaknu i dvije majice kao službenu kolekciju Ballack 13.
Godine 2006. njemački časopis Stern objavio je knjigu o Michaelu Ballacku Njegov put (njem. Ballack - Sein Weg).

## Vanjske poveznice
- Službena stranica Michaela Ballacka na Internetu  Arhivirana inačica izvorne stranice od 24. veljače 2014. (Wayback Machine)
- Nogometni savez Njemačke
- Fan-shop Michaela Ballacka  Arhivirana inačica izvorne stranice od 8. listopada 2007. (Wayback Machine)
- FC Chelsea
- Službena stranica FC Bayern